# Свидерский, Владимир Леонидович
Влади́мир Леони́дович Свиде́рский (19 сентября 1931, Ленинград — 18 января 2013) — советский и российский физиолог. Академик РАН (с 1987 года). Заведующий лабораторией нейрофизиологии беспозвоночных Института эволюционной физиологии и биохимии им. И. М. Сеченова РАН.

## Биография
Родился 19 сентября 1931 года в Ленинграде; его отец, выпускник Харьковского университета, работал химиком-пищевиком, а мать, окончившая Ленинградский сельскохозяйственный институт, была учёным-агрономом. В 1950 году с серебряной медалью окончил среднюю школу и поступил на учёбу в Военно-медицинскую академию имени С. М. Кирова, которую с отличием окончил в 1956 году. После этого два года прослужил в Севастополе в должности начальника медицинской службы.
В 1958 году стал сотрудником Института эволюционной физиологии имени И. М. Сеченова АН СССР, где прошёл трудовой путь от лаборанта до заведующего лабораторией нейрофизиологии беспозвоночных. С 1981 по 2004 годы одновременно являлся директором института.
В 1963 году В. Л. Свидерский защитил кандидатскую диссертацию (тема — «Роль центральной и симпатической нервной системы в функции быстрых мышц насекомых»), а в 1971 году — докторскую диссертацию (тема — «Механизмы нервного контроля функции быстрых мышц насекомых»). Результаты его исследований данного периода были обобщены в монографии «Нейрофизиология полёта насекомых» (1973) и в коллективной монографии «Развитие сократительной функции мышц двигательного аппарата» (1974), а также в книгах «Основы нейрофизиологии насекомых» (1980) и «Локомоция насекомых» (1988), в ряде обзоров. В 1978 году получил учёное звание профессора.
29 декабря 1981 года В. Л. Свидерский был избран членом-корреспондентом АН СССР по Отделению физиологии. 23 декабря 1987 года он был избран действительным членом АН СССР (с 1991 года — РАН) по Отделению физиологии (физиология человека и животных).
Был главным редактором «Журнала эволюционной биохимии и физиологии» РАН.
Скончался 18 января 2013 года.
Похоронен на Богословском кладбище Санкт-Петербурга.

## Научная деятельность
Основным направлением научной деятельности В. Л. Свидерского была эволюционная физиология нервной системы беспозвоночных и, в частности, управление движением у насекомых и других животных. Ему принадлежат фундаментальные работы по сравнительной и эволюционной физиологии нервной системы; он стал одним из основоположников эволюционного подхода к изучению двигательного поведения животных.
Автор более 200 научных публикаций.

## Награды
- Орден Почёта (1999) — за большой вклад в развитие отечественной науки, подготовку высококвалифицированных кадров и в связи с 275-летием Российской академии наук[4]
- Орден «Знак Почёта» (1987)[2]
- медали СССР, России и зарубежных стран[1]
- Государственная премия СССР (в составе группы, за 1987 год) — за цикл работ «Физиология органов чувств насекомых» (1965—1985)
- Премия имени Л. А. Орбели (1986) — за цикл работ «Эволюция нервных механизмов управления локомоцией у беспозвоночных»[3]
- почётный доктор Военно-медицинской академии им. С. М. Кирова[1]

## Публикации
- Свидерский В. Л. . Нейрофизиология полёта насекомых. — М.: Наука, 1973. — 214 с.
- Свидерский В. Л. . Основы нейрофизиологии насекомых. — М.: Наука, 1980. — 279 с.
- Свидерский В. Л. . Полёт насекомого. — М.: Наука, 1980. — 136 с. — 50 000 экз.